# Long Beach (Mississipi)
Long Beach és una població dels Estats Units a l'estat de Mississipi. Segons el cens del United States Census 2007 estimate tenia 15.404 habitants.

## Demografia
Segons el cens del 2000, Long Beach tenia 17.320 habitants, 6.560 habitatges, i 4.696 famílies. La densitat de població era de 661,5 habitants per km².
Dels 6.560 habitatges en un 36,2% hi vivien nens de menys de 18 anys, en un 53,8% hi vivien parelles casades, en un 13,5% dones solteres, i en un 28,4% no eren unitats familiars. En el 22,9% dels habitatges hi vivien persones soles el 7,7% de les quals corresponia a persones de 65 anys o més que vivien soles. El nombre mitjà de persones vivint en cada habitatge era de 2,61 i el nombre mitjà de persones que vivien en cada família era de 3,07.
Per edats la població es repartia de la següent manera: un 27,1% tenia menys de 18 anys, un 9,1% entre 18 i 24, un 29,8% entre 25 i 44, un 22,8% de 45 a 60 i un 11,2% 65 anys o més.
L'edat mediana era de 36 anys. Per cada 100 dones de 18 o més anys hi havia 89,7 homes.
La renda mediana per habitatge era de 43.289$ i la renda mediana per família de 50.014$. Els homes tenien una renda mediana de 35.909$ mentre que les dones 24.119$. La renda per capita de la població era de 19.305$. Entorn del 7,7% de les famílies i el 9% de la població estaven per davall del llindar de pobresa.

## Poblacions properes
El següent diagrama mostra les poblacions més properes.